# Odrga
Odrga je naselje v občini Trebnje.
Odrga je razloženo naselje južno od Trebnjega, na terasah desnega brega Temenice pod gozdnatim Trebnim vrhom (581 m). K naselju pripada tudi zaselek Kukenberk, nad obema pa poteka avtocesta Ljubljana – Novo mesto. V okolici so kamnita kraška tla in nekaj njiv, ob Temenici zamočvirjeni travniki, nad naseljem pa gozd. V gozdu je več izrazitih vrtač, med njimi najbolj obsežna Mrzla jama, na severnem pobočju Trebnega vrha pa sta znani še nad 100 m dolgi jami: Velika in Mala jama. V Veliki jami so bili odkriti sledovi prazgodovinske poselitve, 
v Kukenberku pa so prvotno bivali nemški kolonisti, ki so jih v 13. stoletju naselili Ortenburžani.